# Paco i jego ludzie
Paco i jego ludzie (hiszp. Los Hombres de Paco, 2005–2010) – hiszpański serial komediowy nadawany przez stację Antena 3 od 9 października 2005 roku do 19 maja 2010 roku. Zdjęcia kręcono w Madrycie i prowincji Almería. W Polsce nadawany na kanałach AXN i AXN Crime.
Polską wersją tego serialu jest serial "Ludzie Chudego".
Po 10 latach od zakończenia ostatniego 9 sezonu serialu, latem roku 2020 rozpoczęto zdjęcia do kolejnego sezonu. Zagra w nim część obsady z roku 2010. Premiera planowana jest na pierwszą połowę 2021. 

## Opis fabuły
W Madrycie pracuje grupa policjantów, której profesjonalizm i zaangażowanie pozostawiają wiele do życzenia. Szefem tego dość specyficznego zespołu jest starszy inspektor Paco Miranda (Paco Tous). Jego najbliższymi współpracownikami są zaś Mariano (Pepón Nieto) i Lucas (Hugo Silva), dwaj nieudacznicy. Fajtłapowaty dowódca nie jest w stanie zapanować nad ich wybrykami. Wszyscy więc zamiast zajmować się rozwiązywaniem kryminalnych zagadek, całą swoją energię muszą poświęcać na tuszowanie kolejnych wpadek.
Pech jest nieodłącznym towarzyszem Paco i jego ludzi. Mimo że policjanci zawsze chcą dobrze, okoliczności sprawiają, iż wpadają w tarapaty.

## Obsada
- Paco Tous jako Paco Miranda
- Pepón Nieto jako Mariano
- Hugo Silva jako Lucas
- Mario Casas jako Aitor
- Carlos Santos jako Povedilla
- Federico Celada jako Curtis
- Neus Sanz jako Rita
- Laura Sánchez jako Pepa
- Patricia Montero jako Lis
- Marcos Gracia jako Dani
- Álex Hernández jako Goyo
- Ángela Cremonte jako Amaia
- Benjamín Vicuña Luco jako Deker
- Goya Toledo jako Reyes
- Juan Diego jako Don Lorenzo
- Cristina Plazas jako Marina Salgado
- Asier Etxeandia jako Blackman
- Neus Asensi jako Bernarda
- Enrique Martínez jako Kike
- Aitor Luna jako Montoya
- Miguel de Lira jako Félix
- Marián Aguilera jako Silvia
- Michelle Jenner jako Sara
- Adriana Ozores jako Lola
- Álvaro de Benito jako Jimmy
- Nerea Garmendia jako Ruth
- Jimmy Castro jako Nelson
- Amaia Salamanca jako Cristina